# Carl Volkmar Bertuch
Carl Volkmar Bertuch, född 1730 i Erfurt, död 1790, var en tysk orgelspelare. 
Bertuch, som var organist vid Sankt Petri kyrka i Berlin, var en framstående improvisatör.